# Giuseppe Gambini
Giuseppe Gambini (1848 – settembre 1922) è stato un avvocato e politico italiano.

## Biografia
Di professione avvocato e di idee monarchiche, partecipò attivamente alla vita politica del comune di Pisa a cavallo tra il XIX e il XX secolo, ricoprendo più volte l'incarico di consigliere comunale e di assessore, fino a rivestire quello di sindaco della città per tre volte tra il 1895 e il 1910, restando in carica per un periodo totale di otto anni.
Morì nel settembre 1922 all'età di 74 anni.